# 瓦歷斯·貝林
瓦歷斯·貝林（1952年8月8日—），舊漢名蔡貴聰，臺灣原住民族政治人物，南投縣仁愛鄉眉溪部落賽德克族人，曾任中華民國監察委員、立法委員、行政院原住民族委員會主任委員。他是第5屆監察委員補提名人選中，獲立法院最高票同意者。

## 簡歷
- 1992年以無黨籍當選第2屆中華民國山地原住民立法委員。
- 1995年由中國國民黨提名當選第3屆中華民國山地原住民立法委員。
- 1998年，全國民主非政黨聯盟提名當選第4屆中華民國山地原住民立法委員。
- 2001年，獲台灣吾黨提名並連任第5屆立法委員，就職後與其他無黨籍立委結成無黨聯盟黨團。
- 2004年，獲無黨團結聯盟提名參選2004年中華民國立法委員選舉山地原住民選舉區，未當選。
- 2006年，出任陳水扁政府蘇貞昌內閣行政院原住民族委員會主任委員。
- 2012年，獲親民黨提名參選2012年中華民國立法委員選舉山地原住民選舉區，但未當選。
- 2016年，2016年中華民國立法委員選舉中，民主進步黨提名角逐第9屆中華民國山地原住民立法委員失利。[2]

## 選舉紀錄
| 年度 | 選舉屆數               | 選舉區           | 所屬政黨           | 得票數 | 得票率 | 當選標記 | 備註 |
| ---- | ---------------------- | ---------------- | ------------------ | ------ | ------ | -------- | ---- |
| 1990 | 第十一屆南投縣議員選舉 |                  |                    |        |        |          |      |
| 1992 | 第二屆立法委員選舉     | 山地原住民選舉區 | 無黨籍             | 10,638 | 16.67% |          |      |
| 1995 | 第三屆立法委員選舉     | 山地原住民選舉區 | 中國國民黨         | 13,119 | 17.75% |          |      |
| 1998 | 第四屆立法委員選舉     | 山地原住民選舉區 | 全國民主非政黨聯盟 | 12,175 | 15.99% |          |      |
| 2001 | 第五屆立法委員選舉     | 山地原住民選舉區 | 台灣吾黨           | 9,194  | 10.75% |          |      |
| 2004 | 第六屆立法委員選舉     | 山地原住民選舉區 | 無黨團結聯盟       | 9,415  | 11.54% |          |      |
| 2012 | 第八屆立法委員選舉     | 山地原住民選舉區 | 親民黨             | 15,533 | 13.30% |          |      |
| 2016 | 第九屆立法委員選舉     | 山地原住民選舉區 | 民主進步黨         | 16,658 | 14.75% |          |      |

## 外部連結
- 立法院 瓦歷斯貝林委員簡介 （页面存档备份，存于）
- 監察院>監察委員>瓦歷斯‧貝林 委員 （页面存档备份，存于）

| 中華民國政府職務 | 中華民國政府職務                                                 | 中華民國政府職務   |
| ---------------- | ---------------------------------------------------------------- | ------------------ |
| 行政院           |                                                                  |                    |
| 前任： 陳建年    | 行政院原住民族委員會主任委員 第二任 2005年3月10日－2007年5月21日 | 繼任： 夷將·拔路兒 |